# Monamphiura microplax
Monamphiura microplax är en ormstjärneart. Monamphiura microplax ingår i släktet Monamphiura och familjen trådormstjärnor. Inga underarter finns listade i Catalogue of Life.